# كباكلي
كباكلي (بالتركية: Kapaklı)‏ هي مدينة، ومديرية، في تركيا، تقع في تيكيرداغ، بلغ عدد سكانها 116,882 نسمة وذلك حسب إحصائيات سنة 2018، رمزها البريدي هو 59510.